# دژیلیخور
دژیلیخور (به لاتین: Dzhilikhur) یک منطقهٔ مسکونی در روسیه است که در داغستان واقع شده‌است.